# Boguszyn (powiat średzki)
Boguszyn – wieś w Polsce położona w województwie wielkopolskim, w powiecie średzkim, w gminie Nowe Miasto nad Wartą.
W Boguszynie znajduje się neogotycki pałacyk z bramą wjazdową, otoczony parkiem.
We wsi znajduje się ośrodek zdrowia, szkoła podstawowa, apteka i sklepy.

## Historia
Nazwa wsi pochodzi od imienia Bogusz. Pierwsza wzmianka o niej pochodzi z XIV w. (Boguszino). Wieś przez długie lata wchodziła w skład dóbr nowomiejskich. W 1497 r. król Jan I Olbracht nadał Boguszyn Janowi Rozdrażewskiemu. W XVII wieku wieś należała do Potulickich, Krzysztofa Grzymułtowskiego i Kazimierza Grabskiego. W 1753 r. kupił ją Michał Sczaniecki. Po 1878 r. przeszła w ręce Hermanna Kennemanna, a następnie przez małżeństwo córki do rodziny von Jouanne’ów.
W 1789 r. urodził się tu Ludwik Paweł Sczaniecki, przyszły pułkownik i adiutant generała Dąbrowskiego, opiekun dzieci generała, uczestnik wojen napoleońskich, m.in. wyprawy moskiewskiej, powstania listopadowego i powstania 1848 r.
W dniu 17 kwietnia 1848 roku miały tu miejsce petraktacje pomiędzy pruskim generałem Karlem Wilhelmem von Willisenem a powstańcami wielkopolskimi, reprezentowanymi tutaj przez Wojciecha Lipskiego i Jana Koźmiana.
W latach 1954–1971 wieś należała i była siedzibą władz gromady Boguszyn, po jej zniesieniu w gromadzie Nowe Miasto n/Wartą. W latach 1975–1998 miejscowość należała administracyjnie do województwa poznańskiego.

## Zabytki i inne obiekty
- Neogotycki dwór (nr rej.: 2077/A z 18.02.1986), zbudowany przez Sczanieckich w latach czterdziestych XIX w. Składa się z kilku brył różnej wielkości, parterowych i piętrowych. Charakterystycznym elementem jest niska wieża zwieńczona krenelażem, ponadto ceglane dekoracje, 8-boczne narożne wieżyczki, arkadowe fryzy i nadokienniki.
- Park krajobrazowy (nr rej.: 1999/A z 7.06.1985) o powierzchni 1,4 ha, założony w 1820 r. przez Ludwika Sczanieckiego według wzorów francuskich, ze starodrzewem i dużym stawem. Wśród drzew dominują topole i kasztanowce. Znajduje się tu także sztuczny kopiec oraz pionowo ustawiony tajemniczy kamień.
- Neogotycka brama wjazdowa wzniesiona między 1865 a 1878 r. W 1905 r. umieszczono obok bramy płytę z piaskowca z napisem „Poległym 1831”.

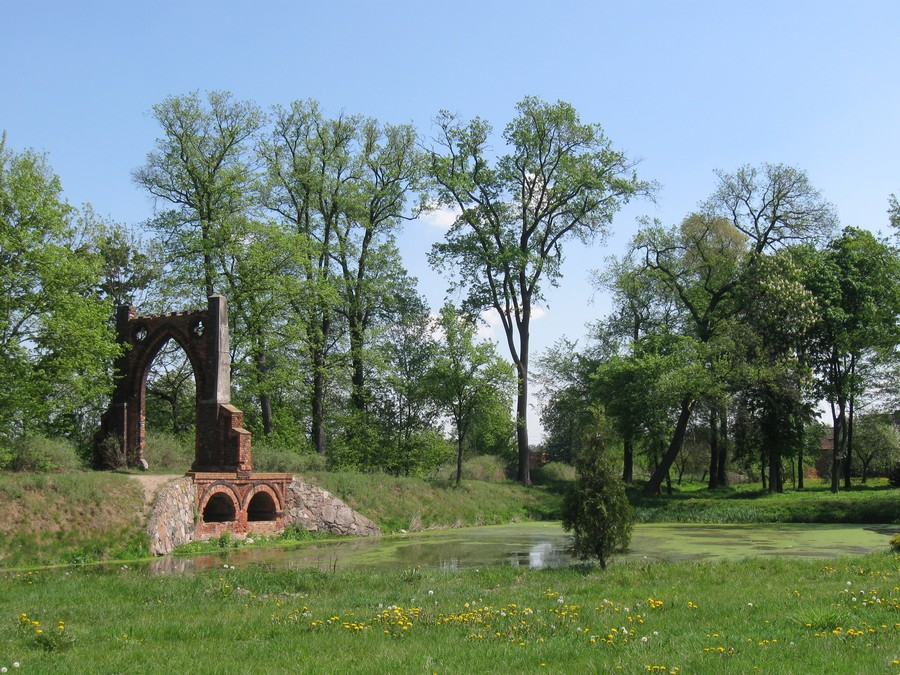
brama

- Zabudowania folwarczne z drugiej połowy XIX w., wokół rozległego podwórza
- Rządcówka z końca XIX w.
- Czworaki z XIX w. stojące wzdłuż drogi do dworu
- Dawna rogatka z 1865 r. przy ul. Śremskiej, w której pobierano opłaty za przejazd.

Przy drodze do Kolniczek, w rozwidleniu ulic Kolnickiej i Wiejskiej, przy budynku dawnej szkoły z końca XIX w., stoi kapliczka z figurą św. Józefa. Przy drodze w kierunku Boguszynka rośnie stara aleja kasztanowcowa, z domieszką lip, jesionów i klonów.

## Komunikacja
Trzy przystanki PKS z połączeniami do Jarocina, Książa, Nowego Miasta, Śremu i Żerkowa.

## Historia szkoły
W Boguszynie mieści się Szkoła Podstawowa im. Janusza Korczaka.
Pierwsze wzmianki o istniejącej szkole w Boguszynie zostały odnotowane w kronice z okresu zaboru pruskiego pod datą 1 maja 1897 r. Ponieważ pierwsze karty kroniki zostały zniszczone, stąd przypuszczalny rok oddania do użytku pierwszego budynku szkolnego przypada na lata 1892/93. Była to szkoła powszechna o jednej izbie lekcyjnej. W okresie II Rzeczypospolitej istniała w dalszym ciągu jednoklasowa szkoła powszechna czteroodziałowa.
W okresie okupacji hitlerowskiej w budynku tym uczyły się dzieci niemieckie, natomiast dzieci polskie musiały uczęszczać do szkoły w Kolniczkach, ucząc się w języku niemieckim.
Po wyzwoleniu Boguszyna i okolicy, w styczniu 1945 r., przy wydatnej pomocy rodziców została uporządkowana izba lekcyjna i otoczenie budynku, a 8 lutego 1945 r. uruchomiono szkołę, w której pracował jeden nauczyciel. W roku szkolnym 1945/46 została uruchomiona druga izba lekcyjna w byłym budynku administracyjnym pomajątkowym, oddalonym o 800 m od istniejącego (w podwórzu byłego PGR). Szkoła obejmowała klasy I-V. W następnym roku szkolnym 1946/47 została przygotowana trzecia izba lekcyjna w tymże budynku i uruchomiono naukę od klasy I do VII. W ten sposób Publiczna Szkoła Powszechna w Boguszynie stała się po raz pierwszy pełna szkołą powszechną siedmioklasową z klasami łączonymi.
Z biegiem czasu były budynek pomajątkowy został w całości zagospodarowany na cele szkolne. Swoim zasięgiem szkoła w Boguszynie obejmowała poza Boguszynem i Świętomierzem wsie: Kruczyn, Chromiec, Kruczynek i Boguszynek, skąd dzieci uczęszczały do klas starszych, tj. od V do VII. W miarę upływu czasu zaczęła wzrastać liczba dzieci w szkole, izby lekcyjne stały się ciasne i ciemne.
W latach 50. XX wieku powstała inicjatywa mieszkańców wsi i kierownika szkoły Stanisława Kędzierskiego, aby wybudować nową szkołę z odpowiednim zapleczem i terenami na dziedziniec i boisko. Po uzyskaniu gruntu, szkoła została zlokalizowana w centralnym punkcie Boguszyna. Budowę rozpoczęto w 1963 roku, a ukończona w czerwcu 1964 roku. Powstała typowa szkoła pomnik Tysiąclecia Państwa Polskiego, pierwsza w gminie. Nad całością budowy szkoły czuwał Społeczny Komitet Budowy z jej przewodniczącym Franciszkiem Litkowskim.
Ze względu na rozbudowane w Boguszynie osiedle domków jednorodzinnych wzrosła liczba dzieci i aby uniknąć dwuzmianowości, reaktywowano w roku 1984 nauczanie w placówce oświatowej w Boguszynku. W budynku tym uczyły się dzieci klas I-III. W tym samym roku z inicjatywy Komitetu Rodzicielskiego został ufundowany i wręczony społeczności uczniowskiej sztandar szkoły.
W 1984 roku na emeryturę przeszedł dotychczasowy dyrektor szkoły Stanisław Kędzierski, a nowym dyrektorem została Stefania Jankowska. W następnych latach polepszyły się warunki pracy w szkole: zmieniono ogrzewanie CO na gazowe, pomieszczenia po kotłowni węglowej zostały zaadaptowane na bibliotekę i czytelnię, powstała sala komputerowa, a ubikacje znajdujące się dotychczas poza budynkiem szkolnym przeniesiono do przystosowanych do tego celu pomieszczeń wewnątrz.
W 1996 r. nastąpiło połączenie dwóch szkół podstawowych: w Boguszynie oraz w Chromcu, które od tej chwili stanowiły jeden organizm szkolny pod nazwą Szkoła Podstawowa w Boguszynie z Filią w Chromcu. Od nowego roku szkolnego 1996/97 w budynku szkolnym w Chromcu uczyły się dzieci klas I-III oraz oddział przedszkolny, natomiast w budynku szkolnym w Boguszynie – dzieci klas IV-VIII.
W związku z reformą oświaty w roku 2000 szkołę opuścili ostatni absolwenci klas VIII. Od nowego roku szkolnego 2000/2001 budynek w Boguszynie służy uczniom klas IV-VI zreformowanej szkoły podstawowej. 1 września 2001 r. dyrektorem szkoły został Zbigniew Kokot. W latach 2001–2005 w ramach współpracy z Radą Rodziców szkoła pozyskała nowy profesjonalny sprzęt nagłaśniający i audiowizualny. Został przeprowadzony także kapitalny remont dachu, wymiana okien oraz odnowiona elewacja zewnętrzna szkoły. W sierpniu 2004 r. w ramach projektu MENiS „Pracownia internetowa w każdej szkole podstawowej”, szkolna pracownia komputerowa wzbogaciła się o 10 stanowisk z dostępem do internetu.
4 września 2004 r. odbył się I Zjazd Absolwentów Szkoły Podstawowej w Boguszynie z okazji 40-lecia istnienia nowo wybudowanej szkoły. Uczestnicy zjazdu byli świadkami odsłonięcia tablicy pamiątkowej poświęconej pamięci pierwszego dyrektora szkoły Stanisława Kędzierskiego.
1 kwietnia 2005 r. rozpoczęto budowę sali gimnastycznej. 31 sierpnia 2005 r. na emeryturę odszedł dyrektor szkoły Zbigniew Kokot, a nowym dyrektorem została Teresa Weber. Od 1 września 2006 r. dzieci klas I-III oraz przedszkola (dotychczas uczące się w budynku w Chromcu) rozpoczęły naukę w wyremontowanym budynku szkoły w Boguszynie. 8 września 2006 r. uroczyście otwarto nową salę gimnastyczną.